# Zygmunt Wysocki
Zygmunt Wysocki est un ancien joueur de basket-ball polonais.

## Palmarès
- Champion de Pologne 1971